# IMBEL AGLC
O IMBEL AGLC (Fuzil .308 IMBEL AGLC, na designação do Exército Brasileiro   é um fuzil de precisão baseado na ação Mauser criado pelo Coronel de Infantaria Athos Gabriel Lacerda de Carvalho e fabricado pela IMBEL com o objetivo de equipar os caçadores das unidade do Exército Brasileiro e os snipers das Polícias Militares.

## História
Em 1988, o Estado-Maior do Exército (EME) despertou para problema de falta de doutrina de uso de sniper no Exército Brasileiro. Assim, inciou-se os estudos para equipar os batalhões de infantaria com equipes de caçadores. Desde 1990, o desenvolvimento da doutrina é feita pela Brigada de Operações Especiais. A doutrina já cita que o pelotão de Comando da Companhia de Comando e Apoio dos Batalhões de Infantaria tenha duas equipes de Caçadores e este número pode ser ampliado.
O Exército Brasileiro testou varias armas estrangeiras como o M24 Sniper Weapon System e 0 M21 Sniper Weapon System, de fabricação americana, o SIG-Sauer SSG 3000 suíço, PGM Mini-Hecate francês, Heckler & Koch PSG1 e o Heckler & Koch MSG90 alemães foram adquiridos em pequenas quantidade, para fins de avaliação. Porém, o escolhido foi o IMBEL AGLC.
O AGLC foi desenvolvido por uma equipe de militares da Academia Militar da Agulhas Negras e da IMBEL, liderados pelos Coronéis Athos Gabriel Lacerda de Carvalho e Mario Hecksher Neto, ambos exímios atiradores e paraquedistas com formação na área de operações especiais. O protótipo montado pelo Cel Athos de Carvalho, foi aperfeiçoado na IMBEL pelo Maj Paulo Augusto Capetti Porto, engenheiro de armamento e também atirador de armas longas. Inicialmente, as especificações da IMBEL se basearam nas MIL-STD e nas características comuns aos fuzis sniper existentes no mercado internacional. Somente mais tarde foram  feitas adequações com base nos Requisitos Técnicos e Operacionais do Exército Brasileiro (até então inexistentes) e nas observações colhidas nas avaliações operacionais coordenadas pelo CTEx e executadas por unidades de Selva, Montanha e Forças Especiais, quando o AGLC foi considerado como o fuzil sniper mais adequado quando comparado com fuzis de precisão de fabricação estrangeira, principalmente no ambiente da Selva Amazônica, onde os caçadores (snipers) seriam mais empregados.

## Descrição
O IMBEL AGLC é um fuzil de precisão, operado por ação de ferrolho manual tipo Mauser, com duas saliências frontais, calibre 7,62x51mm NATO ou .308 Winchester, o mesmo utilizado pelos fuzis IMBEL FAL, de dotação do Exército, carregador metálico tipo clip, com cinco tiros e cano flutuante não removível, forjado a frio. A coronha é fabricada em madeira e pode ser ajustada, com o uso de espaçadores de coronha.
O Rifle é fornecido com suportes para bandoleira em sua coronha e guarda-mão. O fuzil não é equipado com miras tipo alça-massa, porém, já tem sua cobertura preparada para ser equipada com uma luneta americana Bushnell Elite 3200, de 10x40mm (luneta padrão dos caçadores) ou uma luneta Nimrod, de 6x40mm, de fabricação israelense, o que não significa que a arma não possa ser equipada com lunetas de outras procedências.[carece de fontes?]

## Operadores
- Brasil: Utilizado pelos caçadores do Exército Brasileiro
  -  Brasil: Polícias Militares Estaduais: Utilizado por snipers das unidades de Operações Especiais